# Cosmia trapezina
Cosmia trapezina (Linnaeus 1758) је врста ноћног лептира (мољца) из породице Noctuidae.

## Распрострањење и станиште
C. trapezina је распрострањена на Палеарктику. Јавља се у скоро целој Европи. На северу, иде до средње Феноскандије, на истоку до Урала. Врста се јавља у Северној Африци, Малој Азији, Сирији, Ираку, Ирану, Кавказу, Централној Азији до Кине, Кореје и Јапана. У Србији је честа врста, од низијских подручја до висина од 1500 метара надморске висине.

## Опис
Врста је веома варијабилна, како по величини тако и по обојености. Основна боја предњих крила варира од бледо жуте до тамне или црвенкасто браон са три уске шаре. Подручје између унутрашње две шаре је понекад много тамније од околне основне боје и оивичено је стигмама, често прилично нејасним. Повремено се јављају меланистичке форме. Задња крила варирају од бледо крем до тамно браон боје. Распон крила је од 28 до 38 mm. Гусеница је зелена са жутим линијама и црно-белим мрљама. Храни се разним биљкама, углавном листопадним дрвећем и жбуњем, али исто тако и гусеницама других инсеката и ситнијим инсектима. Лептир лети од касног јуна до септембра, а гусенице се развијају од априла до јуна. Презимљава у стадијуму јајета.

## Галерија
- лептир
- гусеница
- гусеница
- гусеница
- лутка
- лептир

## Синоними
- Phalaena (Noctua) trapezina Linnaeus, 1758
- Phalaena trapezina Linnaeus, 1758
- Calymnia trapezina (Linnaeus, 1758)
- Calymnia badiofasciata Teich, 1883
- Phalaena rhombica Hufnagel, 1766